# Lovosice
Lovosice (Ausspracheⓘ; deutsch Lobositz) ist eine Industriestadt in der Aussiger Region in Tschechien.

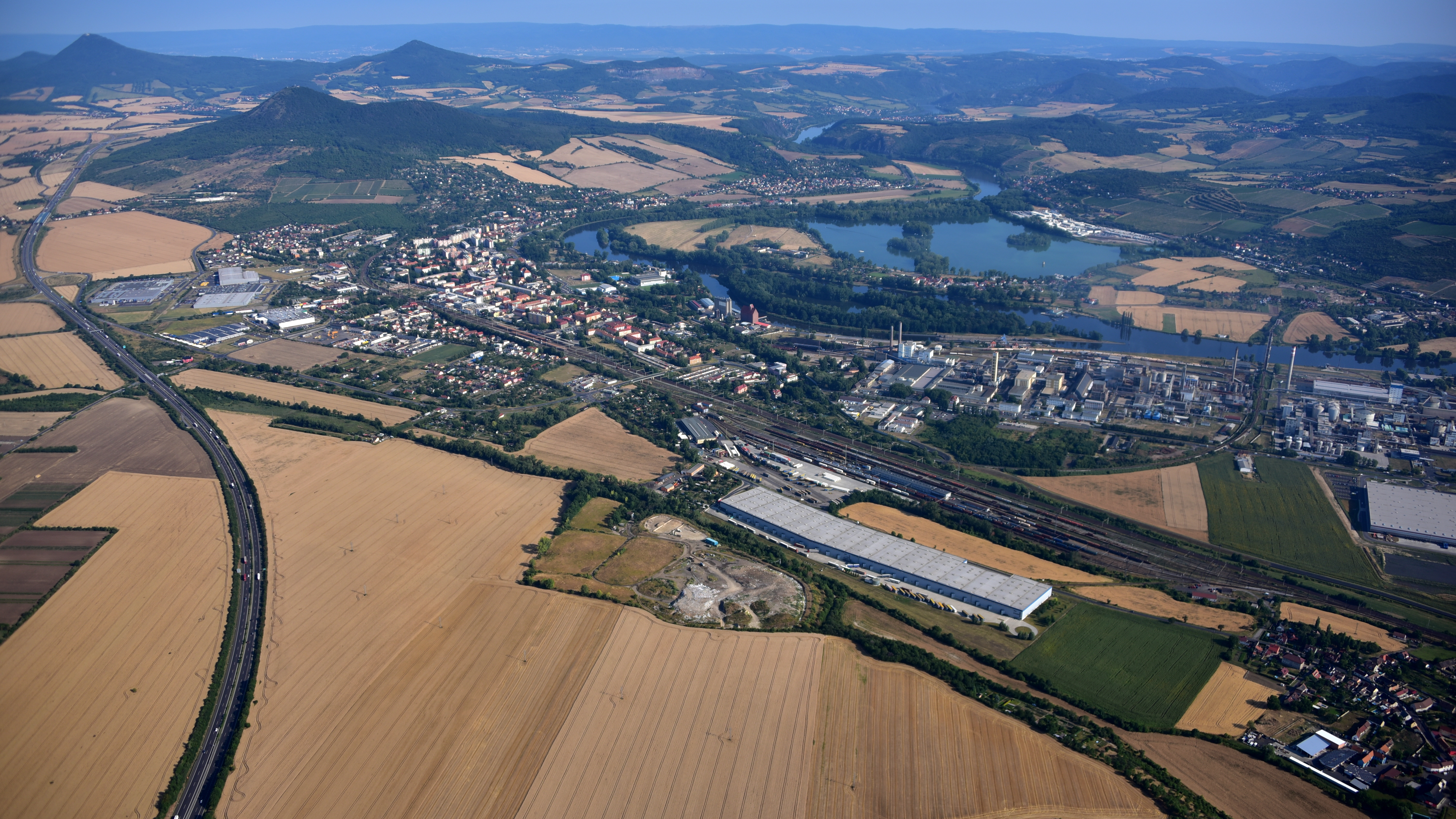
Lovosice, Luftaufnahme (2019)

## Geographische Lage
Die Stadt liegt im nördlichen Böhmen in 151 m Höhe am Fuß des Lovoš (Lobosch, 570 m) im Süden des Böhmischen Mittelgebirges am linken Ufer der Elbe, deren Verlauf hier ein Knie bildet: Von Osten kommend, wendet sich der Fluss in einem 90°-Bogen nach Norden. Die Stadt befindet sich im Mündungsgebiet der Modla (Model) in die Elbe. Nach Süden zur Hauptstadt Prag sind es etwa 70 km, zur Staatsgrenze im Norden nach Zinnwald (Sachsen/Deutschland) etwa 40 km, bis zur ehemaligen Kreisstadt Litoměřice (Leitmeritz) im Osten etwa 10 km.

## Stadtgliederung
Für Lovosice sind keine Ortsteile ausgewiesen. Grundsiedlungseinheiten sind Hlavní nádraží, K Lukavci, Lovosice-střed, Lovošská, Na médii, Nový Klapý, Ostrov, Pod Lovošem, Prosmyky (Prosmik), Stadion, Teplická, Terezínská, U Labe, U zastávky, V cihelně und Za tratí.
Das Stadtgebiet gliedert sich in die Katastralbezirke Lovosice und Prosmyky.

## Geschichte

### Frühe Besiedlung
Erste Menschen siedelten in diesem Gebiet bereits Jahrtausende vor Christus: es gibt Ausgrabungen aus der Frühzeit (3800–2000), aus der Bronzezeit und der folgenden Eisenzeit. Im ersten Jahrhundert nach Christus ließ sich der Stamm der Markomannen hier an der Elbe nieder, der im 5. und 6. Jahrhundert nach und nach durch Slawen verdrängt wurde.

### Erste namentliche Erwähnung und wechselnde Eigentümer
Urkundlich wurde Lobositz erstmals am 12. April 1143 im Zusammenhang mit der Übertragung des Dorfs an das neu gegründete Kloster Strahov durch Herzog Vladislav II. erwähnt. 1248 kaufte es eine Familie aus dem nahen Leitmeritz, die Lobositz schon bald wieder an das Kloster Altzella bei Meißen abtrat. Dem Kloster gelang es 1348, das einträgliche Fährrecht für den Ort zu erlangen. Durch Verpfändung kam Lobositz 1415 zunächst an die Ritter vom Schloss Kladno und 1511 an den sächsischen Hofmarschall Heinrich von Schleinitz, wobei Altzella noch lange Zeit Ansprüche auf den Ort geltend machte.

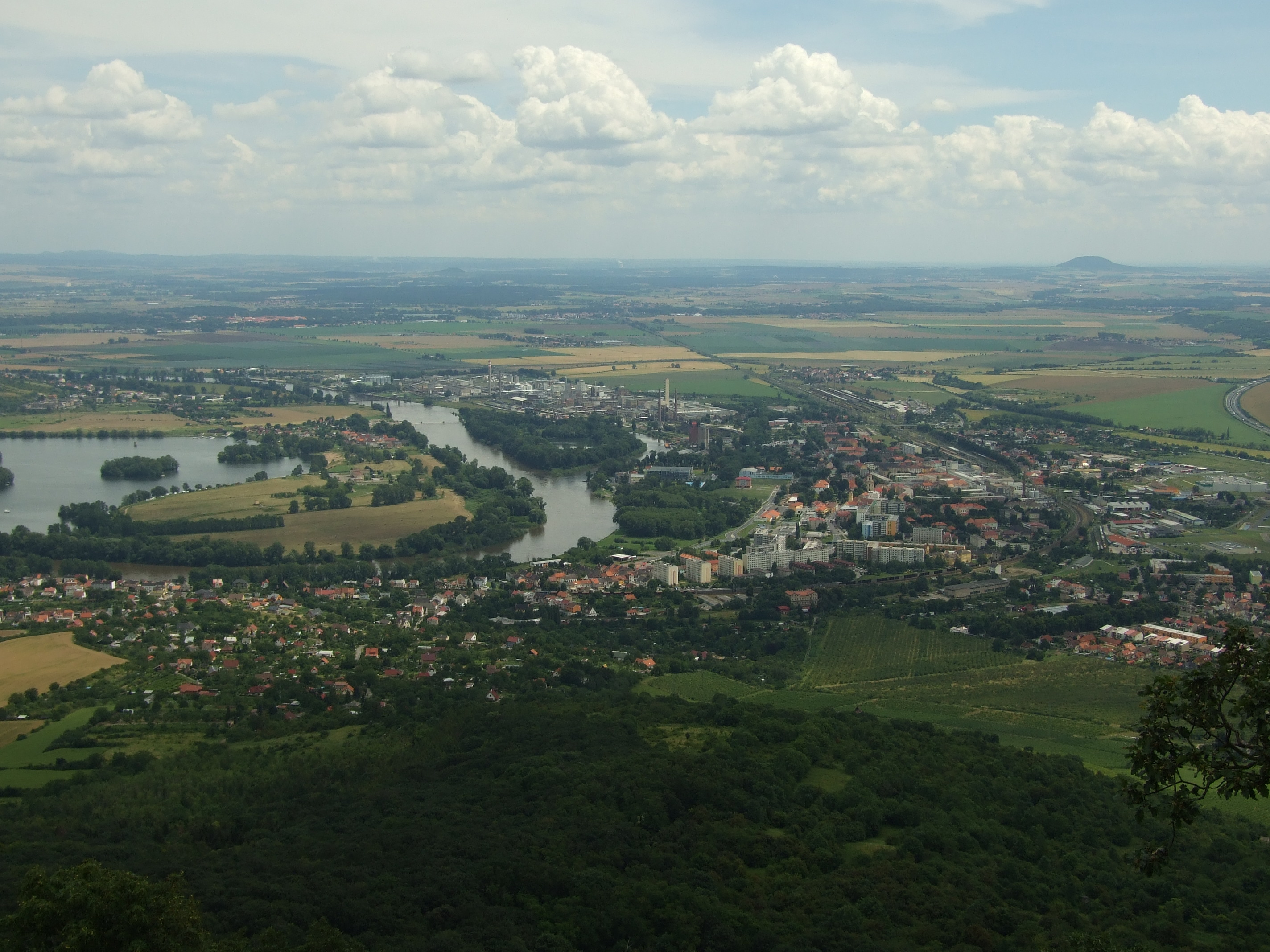
Blick vom Lobosch auf Lobositz

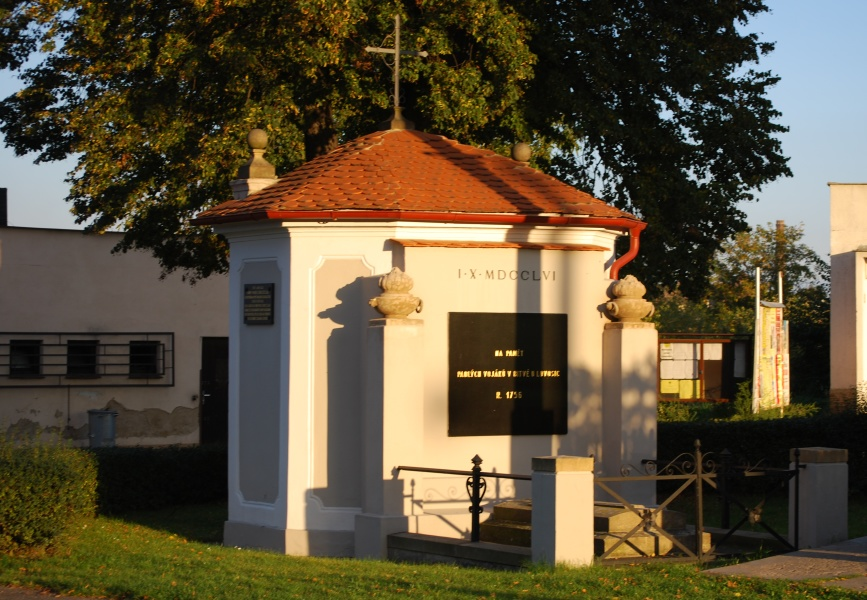
Kapelle zur Erinnerung an die Schlacht bei Lobositz

In den Hussitenkriegen erlitt Lobositz beträchtliche Zerstörungen, die vor allem Folge der Kämpfe um die benachbarten kaisertreuen Burgen Hasenburg und Kostial waren. Ab 1545 erbaute Georg von Schleinitz am Platz einer alten Feste ein Schloss im Renaissancestil. Der Ort gelangte Ende des 15. Jahrhunderts an die Herren von Waldstein, die 1600 vom Kaiser Rudolf II. das Stadtrecht für Lobositz erhielten, wogegen Leitmeritz erfolglos prozessierte. 1653 kam die Stadt zur Markgrafschaft Baden, 1783 an die Schwarzenbergischen Fürsten.

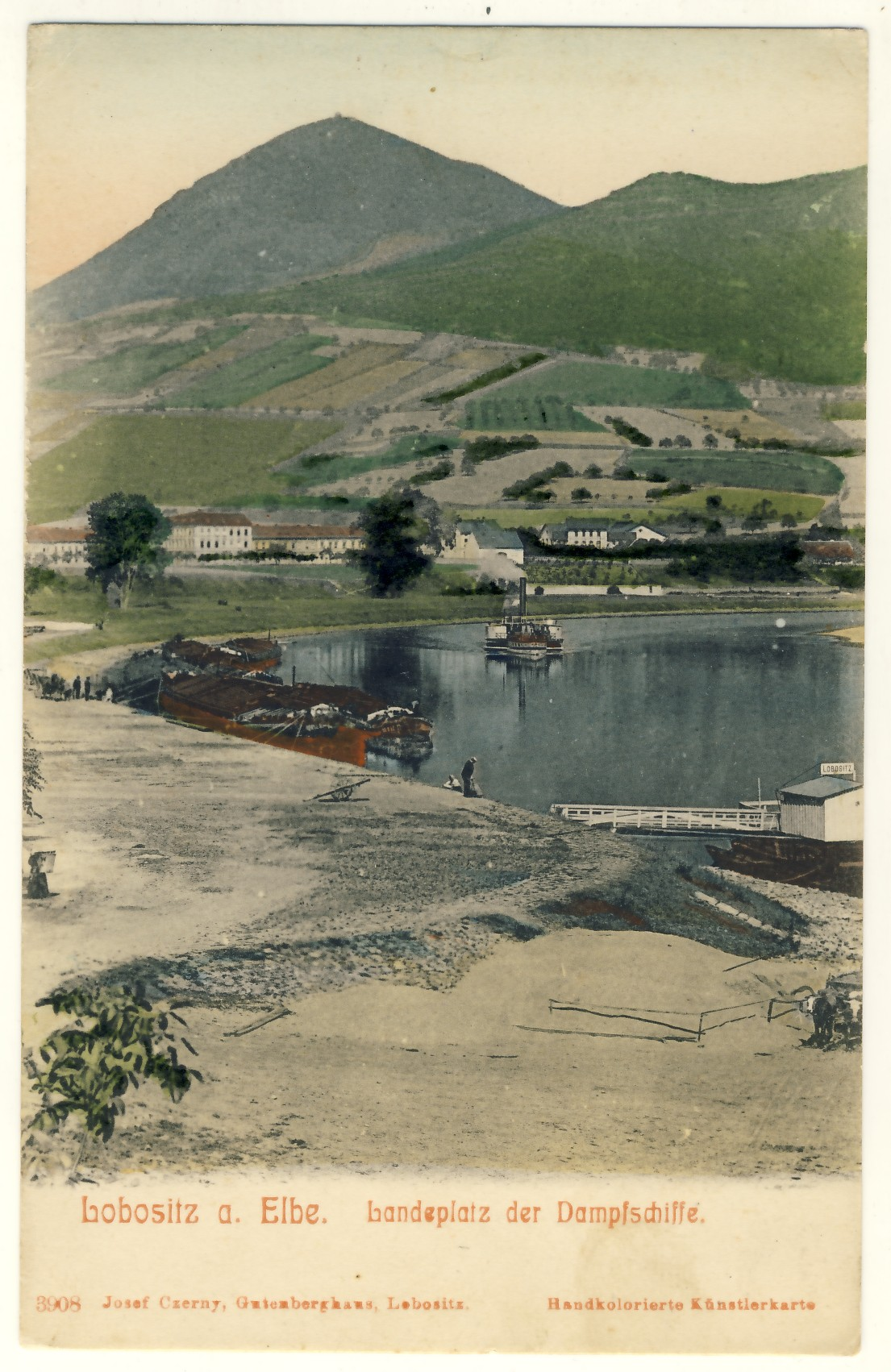
Lobositz um 1900

Die erste Schlacht des Siebenjährigen Kriegs, in der sich Preußen und Österreicher gegenüberstanden, fand 1756 bei Lobositz statt (Schlacht bei Lobositz) und brachte der Stadt schwere Zerstörungen. Feuersbrünste in den Jahren 1787, 1796 und 1809 verursachten weitere Schäden. Im 19. Jahrhundert nahm die Stadt u. a. auch durch den frühen Eisenbahnanschluss in Richtung Prag und Aussig einen raschen wirtschaftlichen Aufschwung. Am Ende des 19. Jahrhunderts gab es in Lobositz eine chemische Versuchsanstalt, mehrere Fabriken und Produktionsbetriebe, und es wurde Obst- und Weinanbau betrieben. Auch die Bevölkerung nahm stark zu. Lobositz gehörte am Ende des 19. Jahrhunderts innerhalb der Habsburger Monarchie zur böhmischen Bezirkshauptmannschaft Leitmeritz und war Sitz eines Bezirksgerichtes.

### Lobositz ab dem 20. Jahrhundert
Nach Entstehung der Tschechoslowakei 1918 wurden die Fürsten von Schwarzenberg teilenteignet, von einer Bodenreform 1926 profitierten in erster Linie die böhmischen (nun: tschechischen) Gutsarbeiter. Es gab bis zu Beginn der nationalsozialistischen Judenverfolgung in Lobositz reges jüdisches Leben.
Nach dem Münchner Abkommen gehörte Lobositz vom 30. September 1938 bis 1945 als Teil des Sudetenlands zum Landkreis Leitmeritz, Regierungsbezirk Aussig, im Reichsgau Sudetenland des Deutschen Reichs.
Vom 20. Mai 1944 bis 7. Mai 1945 vor dem Ende des Zweiten Weltkrieges existierte im Ort ein Außenlager des KZ Flossenbürg, dessen 84 Häftlinge Zwangsarbeit für die SS Truppenbetreuung verrichten mussten.
Nach dem Ende des Zweiten Weltkriegs wurden die deutschen Einwohner auf Grund der Beneš-Dekrete enteignet und vertrieben.
In den 1950er Jahren wurden große Teile des östlichen Nachbarortes Prosmyky (Prosmik) für den Bau eines Kohlehafens abgetragen. Die Verschiffung der auf dem Schienenweg aus dem Brüxer Revier ankommenden Brennstoffe elbaufwärts nach Ostböhmen erwies sich als untaugliches Bemühen, da die Lastschiffe flussabwärts ohne Ladung zurückkehrten. Nach Einstellung des Kohlehafens entstand in den 1970er Jahren ein Industriegebiet für das nunmehr eingemeindete Prosmyky, dessen alte Bebauung vollständig abgerissen wurde.

## Bevölkerung
Die Einwohnerschaft war seit dem Dreißigjährigen Krieg durch die habsburgische Politik zunehmend deutsch geprägt. Die tschechische Zuwanderung nahm Ende des 19. Jahrhunderts zu und erreichte in der Ersten Tschechoslowakischen Republik ihren Höhepunkt. Unweit der Stadt verlief die Sprachgrenze.
| Jahr | Einwohner | Deutsche | Tschechen | Anmerkungen                                  |
| ---- | --------- | -------- | --------- | -------------------------------------------- |
| 1830 | 1.122     | –        | –         | in 163 Häusern, darunter 117 Israeliten      |
| 1854 | 1.396     | –        | –         | Stadtfläche 1587 Joch 1270 Klafter           |
| 1880 | 4.273     | 3.687    | 522       | (für Stadtfläche keine Angabe)               |
| 1890 | 4.269     | 3.721    | 501       | Stadtfläche 908 ha                           |
| 1900 | 4.583     | 3.927    | 586       | Stadtfläche 908 ha, meist deutsche Einwohner |
| 1910 | 5.076     | 4.212    | 789       | Stadtfläche 908 ha                           |
| 1921 | 5.088     | 3.440    | 1.492     | Stadtfläche 908 ha                           |
| 1930 | 5.929     | 3.711    | 1.999     | Stadtfläche 908 ha                           |
| 1939 | 5.151     | –        | –         | Stadtfläche 908 ha                           |
| 1943 | 6.245     | –        | –         | Stadtfläche 908 ha                           |

Bevölkerungsentwicklung nach Ende des Zweiten Weltkriegs
(Stand: 31.12. des jeweiligen Jahres)

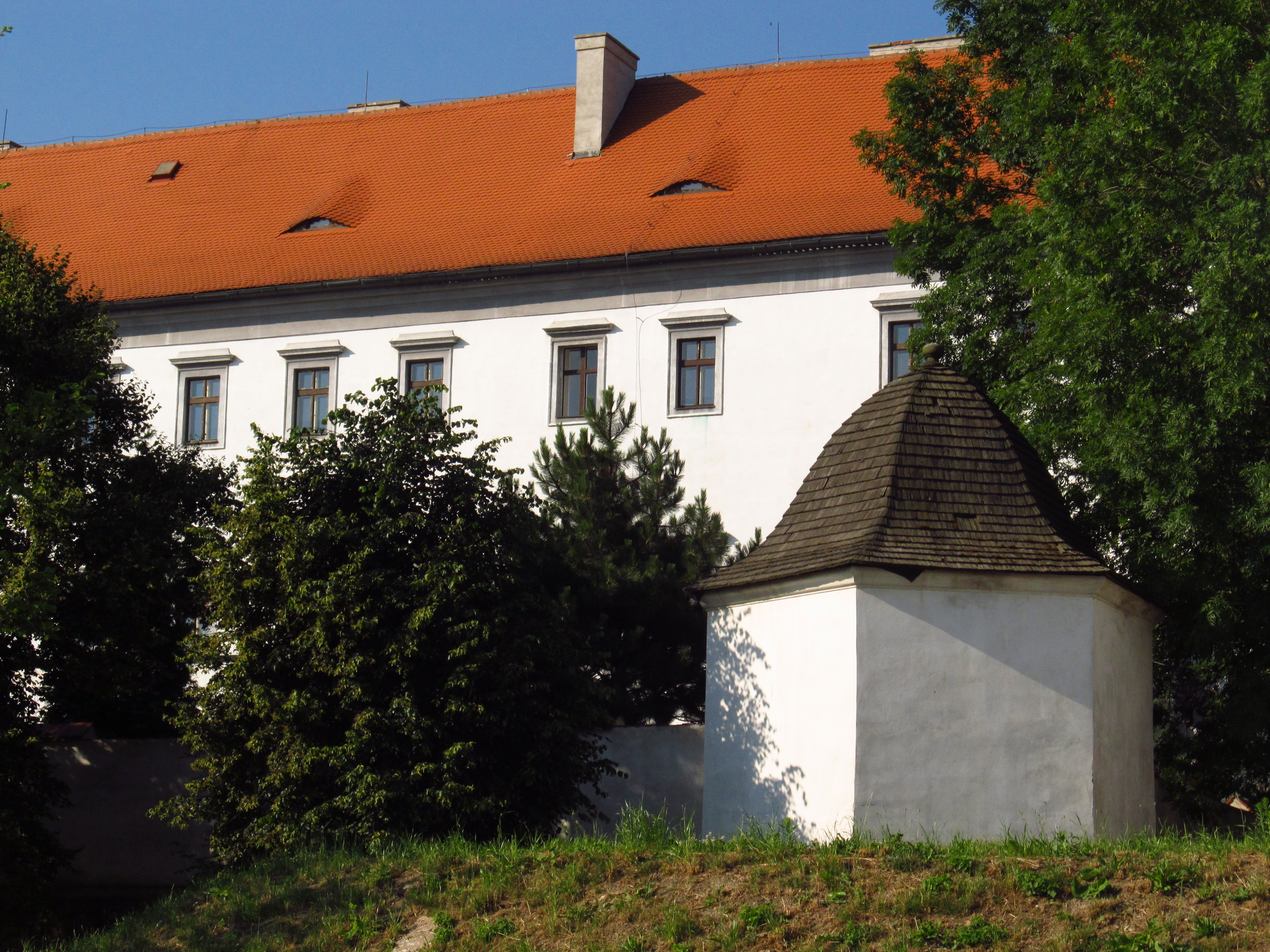
Schloss

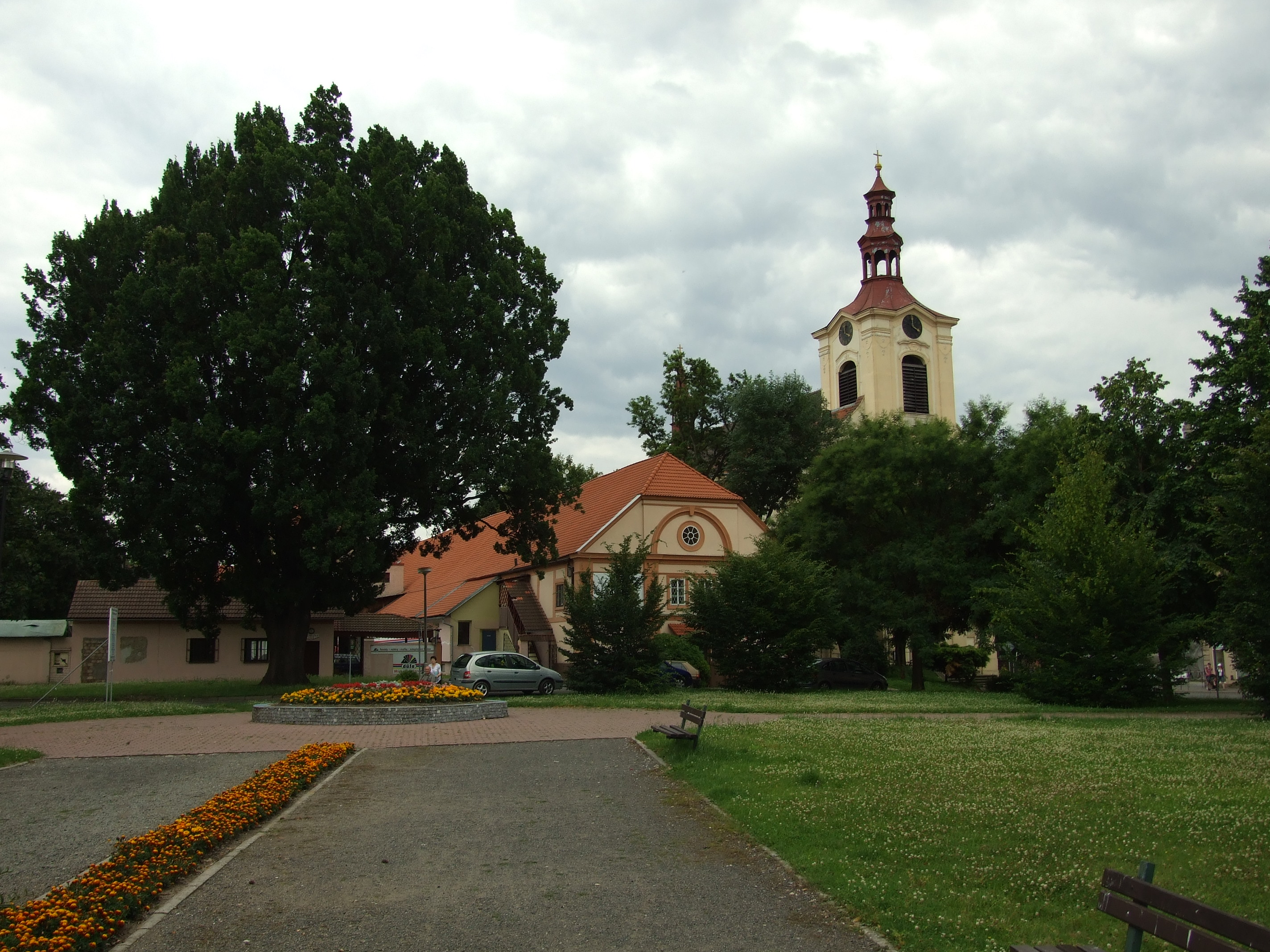
Wenzelskirche

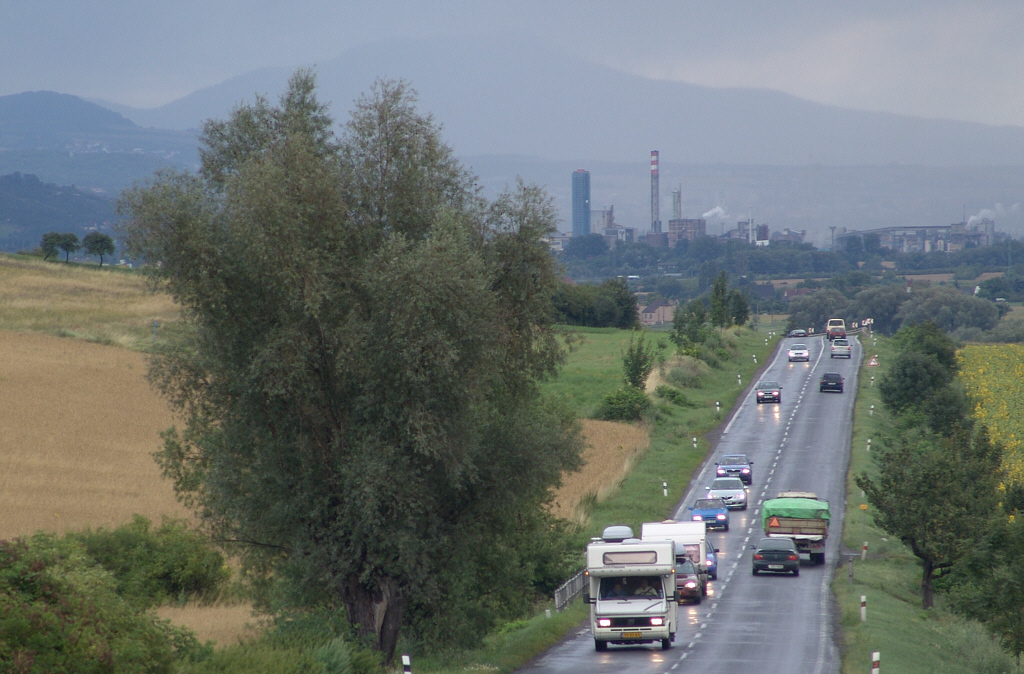
Blick auf Lovosice

| Jahr | Einwohner |
| ---- | --------- |
| 1971 | 09.414    |
| 1980 | 11.772    |
| 1990 | 12.635    |
| 2000 | 09.451    |

| Jahr | Einwohner |
| ---- | --------- |
| 2010 | 8.816     |
| 2020 | 8.715     |
| 2022 | 8.803     |

## Städtepartnerschaften
- Coswig, Deutschland

## Sehenswürdigkeiten
- Kirche Heiliger Wenzel, 1745 eingeweiht
- Rathaus
- Schwarzenbergisches Schloss, bis 1848 Mittelpunkt der Herrschaft Schwarzenberg, ist vom historischen Baubestand erhalten, wurde nach dem Stadtbrand im barocken Stil wieder aufgebaut

## Verkehr

### Eisenbahnstrecken
- 087 Lovosice–Česká Lípa (ehemalige Nordböhmische Transversalbahn)
- 090 (Prag–) Kralupy nad Vltavou–Ústí nad Labem–Děčín (ehemalige k.k. Nördliche Staatsbahn), linkselbische Hauptbahn
- 097 Lovosice–Teplice v Čechách
- 113 Lovosice–Most (ehemalige Brüx-Lobositzer Verbindungsbahn)
- 114 Lovosice–Louny

### Fernstraßen
- Autobahn D 8 (E 55): Prag–(Grenze zu Deutschland)–Dresden (Ausfahrten Lovosice-vychod [Ost] und Lovosice-západ [West])
- Staatsstraße I/8 (E 55) Lovosice–Abzw. Straße 608-Teplice–Cínovec-Altenberg (Erzgebirge).
- Staatsstraße I/30 Lovosice–Ústí nad Labem im Elbtal
- Staatsstraße I/15 Most–Lovosice (Elbebrücke)–Litoměřice

## Söhne und Töchter der Stadt
- Maximilian Bittner (1869–1918), Orientalist
- Karl von Czyhlarz (1833–1914), böhmisch-österreichischer Jurist und Politiker
- Alfons Dopsch (1868–1953), österreichischer Historiker
- Klaus Ehrlich (* 1941), deutscher Film- und Fernsehproduzent
- Eberhard Eysert (1868–1920), Maler in Leitmeritz
- Adolf Finze (1833–1905), österreichischer Unternehmer
- Rudolf Herlt (1919–2005), deutscher Wirtschaftsjournalist
- Peter Krützner (1866–1923), österreichischer Politiker
- Gustav Schröpler (1830–1901), deutscher Maler
- Karl Tutte (Okt. 1875 in Lobositz; † 6. Juli 1925 Groß Tschernitz bei Saaz), Lehrer und Schulleiter in Satkau, Heimatforscher und Herausgeber des Standardwerkes „Der politische Bezirk Saaz“ (Saaz 1904)[10]